# Melaleuca tortifolia
Melaleuca tortifolia är en myrtenväxtart som beskrevs av Norman Brice Byrnes. Melaleuca tortifolia ingår i släktet Melaleuca och familjen myrtenväxter. Inga underarter finns listade i Catalogue of Life.